# アムニアス川の戦い
アムニアス川の戦い（英：Battle of the River Amnias）は第一次ミトリダテス戦争において紀元前88年にアルケラオス、ネオプトレモス、アルカティアス率いるポントス王国軍とビテュニア王ニコメデス4世率いるビテュニア軍との間でアムニアス川近くで戦われた戦闘である。

## 背景
紀元前88年に第一次ミトリダテス戦争が開戦されると、ポントス王ミトリダテス6世はアッピアノスによると歩兵250000、騎兵50000、戦車130台、艦船400隻という大兵力を集め（古代において6桁の兵力を動員できたとは考え難いので、おそらく誇張が入っていると思われる）、戦いに臨んだ。対するローマおよびその同盟国側の布陣は以下の如くである。ローマはビテュニアとガラティアの境にカシウスを、ミトリダテスがビテュニアに侵入すると予測された経路にマニウス・アクィリウスを、カッパドキアにクィントゥス・オッピウスを配置し、3人の将軍はそれぞれ40000を率いた。ローマの同盟者のビテュニア王ニコメデス4世は歩兵50000と騎兵6000を自ら率いた。

## 戦い
ミトリダテス軍はビテュニアへと進軍し、その先行していたアルケラオス、ネオプトレモス、アルカティアスらの率いる騎兵部隊（歩兵部隊はまだ到着してなかった）はアムニアス川近くの平野でビテュニア軍と出会った。
アルケラオスは数において勝っている敵に包囲されるのを恐れて平野の丘を占領するために小部隊を送り、同時にアルカティアスに救援を求めた。敵の動きを知ったニコメデスは同様に部隊を繰り出し、激戦の末に敵を敗走させた。そこでアルケラオスは敵の右に回り込んで攻撃しつつゆっくり後退し、ネオプトレモスの部隊が集まってくるための時間を稼いだ。味方が十分に集まると、アルケラオスは反撃に転じた。彼は鎌付戦車を敵に突っ込ませて敵を混乱に落としいれ、アルケラオスは正面から、ネオプトレモスとアルカティアスは敵の背後に回りこんで攻撃した。激戦の末、ニコメデス軍は敗走した（ポントス軍の歩兵はいまだ到着せず）。多額の金が残された陣営が鹵獲され、多くのビテュニア軍を捕虜になった。戦いが終わった後、ミトリダテスは帰路において必要な物資を与えて捕虜たちを解放してやった。

## 註
1. ↑  アッピアノス, 「ミトリダテス戦争」, 17
2. ↑  ibid, 18

## 参考URL
アッピアノスの『ローマ史』の英訳